# Anteliomys proditor
Anteliomys proditor is een zoogdier uit de familie van de Cricetidae. De wetenschappelijke naam van de soort werd voor het eerst geldig gepubliceerd door Hinton in 1923.

## Voorkomen
De soort komt voor in China.